# Robert Fulford (Journalist)
Robert Marshall Blount Fulford (* 13. Februar 1932 in Ottawa, Ontario, Kanada; † 15. Oktober 2024 in Toronto, Ontario) war ein kanadischer Journalist, Essayist, Kolumnist und Buchautor. Als eine der prägenden Figuren des kanadischen Journalismus war er über sieben Jahrzehnte in verschiedenen Medien tätig und setzte sich für die Förderung der kanadischen Kultur ein.

## Leben
Robert Fulford begann seine journalistische Laufbahn 1950 als Reporter für The Globe and Mail. Später arbeitete er für verschiedene Zeitschriften und Zeitungen, darunter Maclean’s, Canadian Forum und Toronto Star, wo er zwischen den 1950er und 1970er Jahren als Kolumnist tätig war. Besonders bekannt wurde er als Chefredakteur der Zeitschrift Saturday Night (1968–1987).
Auch im Hörfunk war Robert Fulford aktiv: Von 1982 bis 1989 moderierte er die Sendung Realities auf TVOntario und war regelmäßiger Kolumnist und Kommentator für CBC Radio. Seit den 1990er Jahren schrieb er Kolumnen für The Globe and Mail und später für The National Post. Er galt als bedeutender Kunst-, Literatur- und Filmkritiker und hat Essays zu Themen wie der kanadischen Kunstgeschichte und insbesondere der Künstlergruppe Painters Eleven verfasst.
Robert Fulford war auch als Schriftsteller erfolgreich. Zu seinen wichtigsten Werken zählen The Triumph of Narrative: Storytelling in the Age of Mass Culture (1999) und seine Memoiren Best Seat in the House: Memoirs of a Lucky Man (1988). Insgesamt hat er mehr als ein Dutzend Bücher veröffentlicht.
Robert Fulford starb am 15. Oktober 2024 im Alter von 92 Jahren in einem Pflegeheim in Toronto an den Folgen vaskulärer Demenz.

## Ehrungen und Auszeichnungen
Robert Fulford erhielt zahlreiche Ehrungen, darunter die Ernennung zum Officer des Order of Canada (1984). Er gewann 17 National Magazine Awards und wurde 1990 in die Canadian News Hall of Fame aufgenommen. Weitere Auszeichnungen waren der Lifetime Achievement Award der Canadian Journalism Foundation (1996) und der Kilbourn Award der Toronto Arts Foundation (1997).

## Schriften
- Best Seat in the House: Memoirs of a Lucky Man, Toronto 1988.
- The Triumph of Narrative: Storytelling in the Age of Mass Culture, Toronto 1999.